# Regino Sainz de la Maza
Regino Sainz de la Maza y Ruiz (Burgos, 7 de septiembre de 1896-Madrid, 26 de noviembre de 1981) fue un guitarrista español.

## Trayectoria
Nació el 7 de septiembre de 1896 a las 18.30h en el n.º 31 de la plaza Mayor burgalesa. Fue el hijo primogénito de Serafín Sainz de la Maza y Felisa Ruiz. Sus antepasados eran de Bárcenas, en el municipio de Espinosa de los Monteros.
En 1906, a los diez años, adquirió su primera guitarra y comenzó sus estudios musicales con Santiago Landache (solfeo), José Nicolás Quesada (piano), y Eugenio Rodríguez Pascual (guitarra). También estudiaron música y guitarra sus hermanos, Mariano y Eduardo, quien se dedicó profesionalmente a su enseñanza y a la composición de obras para este instrumento.
En 1910, su familia se trasladó a San Sebastián, donde estudió piano con Germán Cendoya, armonía con Beltrán Pagola, y guitarra con Luis Soria (1851-¿?). A los quince años, se estableció en Bilbao para estudiar con Hilarión Leloup (1876-¿?). El 13 de marzo de 1913, Regino asistió a su primera clase en Madrid con Daniel Fortea (1882-1953), su maestro inolvidable.
Con dieciocho años, ofreció su primer concierto en el Teatro Arriaga de Bilbao. Solicitó una beca para ampliar estudios a la Diputación de Burgos y al no recibirla, se marchó a Barcelona, donde inició su carrera de concertista y entabló amistad con los guitarristas Miguel Llobet (1878-1938) y Andrés Segovia (1893-1987). 
En 1920, tocó por primera vez en Madrid (2 de marzo), en el Teatro Lara y colaboró con Manuel de Falla (1876-1946) en un concierto de la Sociedad Nacional de Música. Un año después, dio su primera gira por Sudamérica (90 conciertos). La Universidad de Buenos Aires le concedió el 20 de mayo de 1921 su medalla de oro. 
A los veintiocho años de edad, entabló amistad con el compositor burgalés Antonio José Martínez Palacios (1902-1936), quien le dedicó sus dos únicas composiciones originales para guitarra: “Romancillo infantil” y “Sonata”.
En 1926, ofreció su primera gira por Francia (París/Sala Pleyel); en 1927, en Alemania; y, en 1928, en Inglaterra (Londres). A los treinta y tres, dio su segunda gira por Sudamérica (Uruguay, Argentina y Brasil).
El 19 de diciembre de 1930 contrajo matrimonio, en la Real Basílica del Monasterio de El Escorial, con la escritora Josefina de la Serna y Espina (alias Josefina de la Maza), hija de la escritora Concha Espina. Tuvieron cuatro hijos, entre ellos la actriz Carmen de la Maza y la periodista Paloma Sainz de la Maza. Fue cuñado por tanto del escritor Ramón de la Serna y del periodista Víctor de la Serna.
El 6 de diciembre de 1935 fue nombrado catedrático de Guitarra del Conservatorio de Madrid.

A los cuarenta y dos años, el 18 de abril se incorporó al diario ABC como crítico musical. 

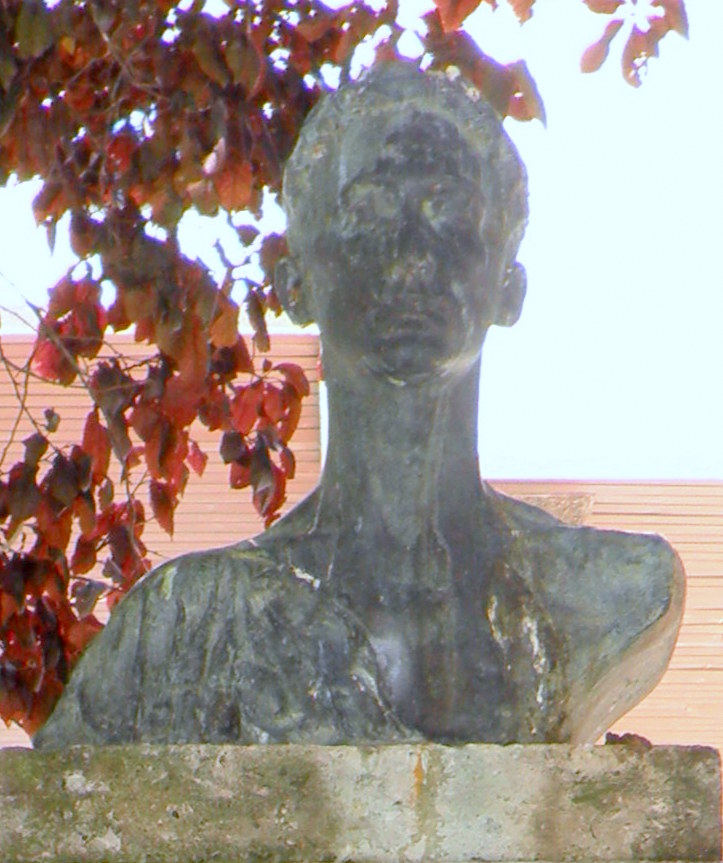
Busto de Regino Sainz de la Maza en Burgos

El 9 de noviembre de 1940 estrenó en Barcelona el Concierto de Aranjuez de Joaquín Rodrigo (1901-1999), bajo la dirección de César Mendoza Lasalle y la Orquesta Filarmónica. El 11 de diciembre lo estrenó en el Teatro Español de Madrid con Jesús Arámbarri Gárate (1902-1960), como Director.
En 1955, el Ateneo de Madrid publica su libro de ensayo La guitarra y su historia. 
El 1 de marzo de 1958 fue nombrado hijo predilecto de Burgos y el 23 de marzo ingresó en la Real Academia de Bellas Artes de San Fernando de Madrid, según acuerdo unánime de la Junta celebrada el 5 de noviembre de 1956. El 10 de marzo leyó el discurso "La música de laúd, vihuela y guitarra del Renacimiento al Barroco", en su recepción pública. Por primera vez en la historia de la música, la guitarra entraba en la Real Academia de Bellas Artes.

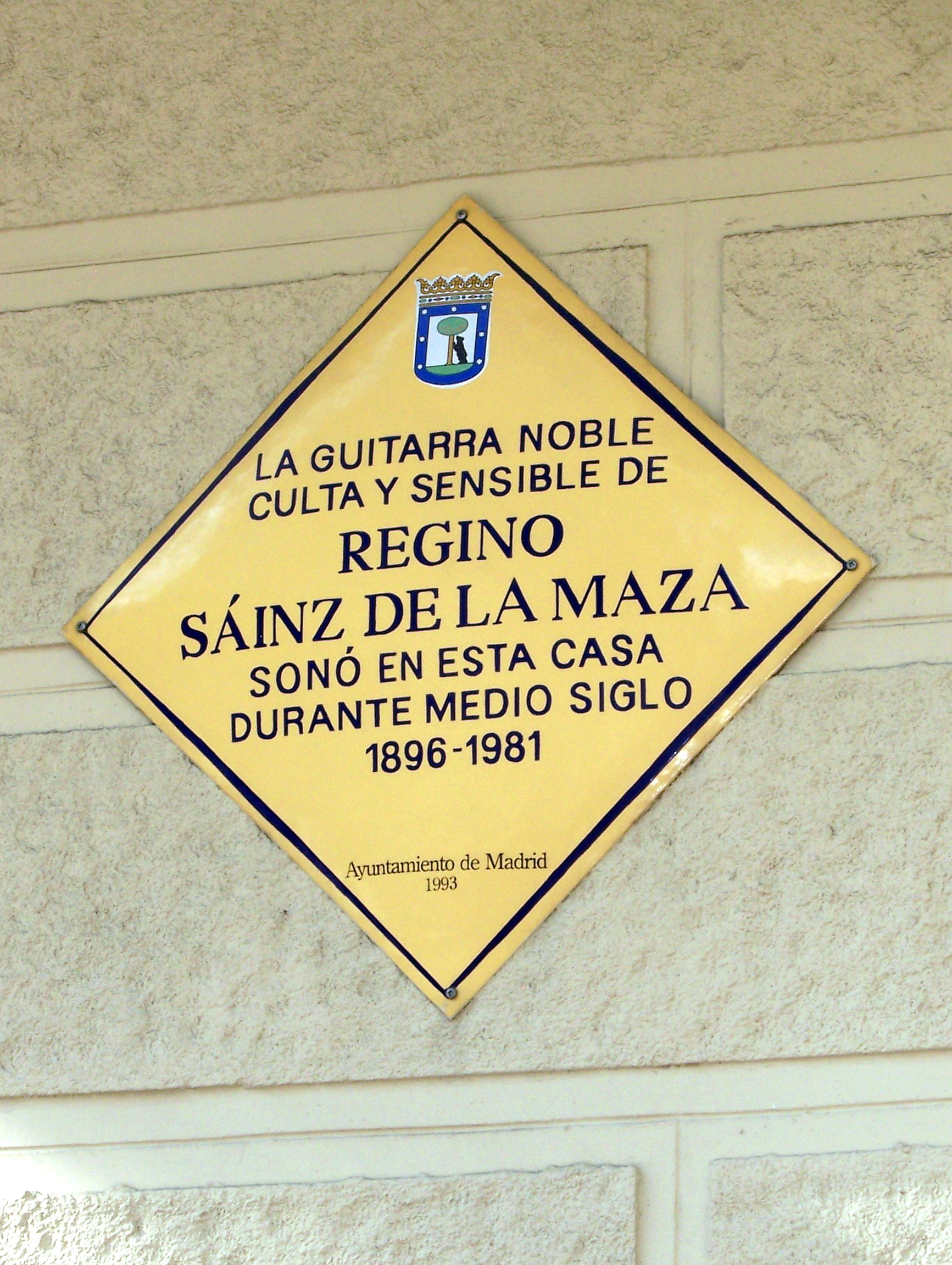
Placa conmomerativa en el 105 de la calle de Goya de Madrid.

En 1967 le fue otorgada la Gran Cruz de la Orden Civil de Alfonso X el Sabio. El 17 de julio de 1975, recibió la Medalla de Oro al Mérito en el Trabajo y, un año después, el homenaje en la Fundación “Juan March” de Madrid. El 9 de julio de 1979, ofreció el último concierto de su vida, en su ciudad natal, en la iglesia de San Nicolás de Bari. Falleció el 26 de noviembre de 1981 en Madrid a los ochenta y cinco años de edad.